# M・A・ウェザレル
マーマデューク・アランデル・“デューク”・ウェザレル（Marmaduke Arundel "Duke" Wetherell、1883年 - 1939年2月25日）は、イギリスの俳優・脚本家・映画プロデューサー・映画監督である。
ネス湖の怪獣「ネッシー」を撮影したものとする通称「外科医の写真」のいたずらを仕掛けた首謀者として有名である。

## 生涯
ウェザレルは、1883年にコーンウォール州ボドミンで生まれた。
サイレント映画時代にイギリスと南アフリカの映画に出演した。1920年代には映画の製作や監督も行うようになったが、ヒット作は出なかった。『リビングストン』（1925年）と『ロビンソン・クルーソー漂流記』（1927年）で製作・監督・主演を務めた。著名な撮影監督フレディ・ヤングを起用して、アラビアのロレンスの伝記映画"Revolt in the Desert"（砂漠の叛乱）を製作する予定だったが、実現しなかった。俳優のイアン・コリンは息子である。

## 外科医の写真
1930年代、『デイリー・メール』紙からの依頼でウェザレルはネス湖にネッシーを探しに行き、その足跡を見つけた。しかし、その足跡の型を分析のために科学者に送ったところ、カバの足跡であることが判明した。誰かがいたずらでカバの足の傘立てを使って足跡をつけたものと見られる。この件で、メール紙はウェザレルを公然と嘲笑した。
ウェザレルはメール紙に復讐するため、ウェザレルは息子のイアン、義理の息子クリスチャン・スパーリング、保険代理店のモーリス・チェンバーズとともにいたずらを計画した。イアンが木製パテと潜水艦の玩具を買い、スパーリングがパテでネッシーの頭部の彫刻を作った。一行はネス湖に向かい、ネッシーの模型を玩具の潜水艦に取り付けて湖に浮かべ、イアンが写真を撮った。チェンバーズはその写真のネガを、いたずら好きな友人の外科医ロバート・ケネス・ウィルソンに渡した。ウィルソンは写真を現像してメール紙に売り、メール紙はネッシーの写真が撮影されたと発表した。この写真は「外科医の写真」と呼ばれるようになった。
1975年には、『サンデー・テレグラフ』紙にこの写真は偽造であるとする記事が掲載されていたが、1994年まで一般に知られることはなかった。

## 主な作品
出演
- The Rose of Rhodesia (1918)
- Isban: Or the Mystery of the Great Zimbabwe (1920)
- The Madcap of the Veld (1921)
- Wee MacGregor's Sweetheart (1922)
- Man and His Kingdom (1922)
- His Wife's Husband (1922)
- Darkness (1923)
- Curfew Must Not Ring Tonight (1923)
- Women and Diamonds (1924)

監督
- Livingstone (1925)
- ロビンソン・クルーソー漂流記（英語版） Robinson Crusoe (1927)
- The Somme (1927)
- Victory (1928)
- A Moorland Tragedy (1933)
- Hearts of Oak (1933)
- Wanderlust (1933)
- Safari (1937)

製作
- Roses of Picardy (1927)

## 伝記
- Low, Rachael. History of the British Film, 1918–1929. George Allen & Unwin, 1971.